# Cariba Heine
Cariba Cécile Heine est une actrice, danseuse et mannequin australo-sud-africaine née le 1er octobre 1988 à Johannesburg, en Afrique du Sud.
Elle joue notamment les rôles de Rikki Chadwick dans la série H2O: Just Add Water, de Bridget Sanchez dans Blue Water High : Surf Academy et de Isabelle dans la série Dance Academy.

## Biographie
Cariba Heine est née à Johannesbourg en 1988, de parents sud-africains mais elle emménage en Australie en 1991. Sa mère est propriétaire d'une école de danse à Canberra. Sa mère et son grand-frère sont tous les deux danseurs. Elle y commence la danse à l'âge de 8 ans. Elle devient la plus jeune danseuse à apparaître à la Stargazers Convention de Sydney.
Dans la liste des apparitions de Cariba à l'écran, on trouve le court-métrage Ballistic Sessions où elle a joué le rôle principal. Elle a joué dans un grand nombre de productions théâtrales, dont une tournée aux États-Unis où elle est apparue dans le clip vidéo de Will Young. En 2009, elle joue le rôle de Caroline Byrne dans A Model Daughter: The Killing of Caroline Byrne (en), dans lequel joue aussi Indiana Evans, sa partenaire dans la dernière saison d'H2O qui fut diffusé sur Network Ten en Australie le 4 novembre 2009.
En 2012, elle retrouve sa partenaire de H2O, Phoebe Tonkin, dans le film Shark, puis tourne dans une miniserie Howzat! Kerry Packer's War où elle joue le rôle de Delvene Delaney.
Pendant plus de dix ans, elle est en couple avec Jamie Timony, son partenaire qu'elle rencontre dans H20 et qui joue le rôle de Nate. Le 22 juin 2024, elle se marie avec Matt Long. Le 20 décembre 2024, elle annonce attendre son premier enfant. Le 14 mai 2025 elle devient maman d’un petit garçon.

## Filmographie

### Films
- 2009 :  A Model Daughter: The Killing of Caroline Byrne (TV) : Caroline Byrne
- 2011 :  Blood Brothers (TV) : Ellie Carter
- 2012 :  Bait : Heather

### Séries
- 2006 - 2010 :  H2O (H2O: Just Add Water) : Rikki Chadwick (saison 1 a 3, rôle principal)
- 2008 :  Blue Water High : Surf Academy ( Blue Water High) : Bridget Sanchez (saison 3, rôle principal)
- 2010 :  Band of Brothers : L’Enfer du Pacifique (The Pacific) : Phyllis (saison 1, rôle secondaire)
- 2010 - 2013 :  Dance Academy : Isabelle (saisons 1 et 3, rôle récurrent)
- 2016 :  Les Sirènes de Mako (Mako Mermaids) : Rikki Chadwick (saison 4, rôle secondaire)
- 2017 :  Designated Survivor : Peyton Lane (saison 2, rôle récurrent)